# Олексій Грищенко
Олексій Грищенко (1949 — 9 жовтня 1989, м. Пунта-дель-Есте, Уругвай) — український яхтсмен, член Київського міського крейсерського яхт-клубу, капітан яхт «Горбоконик», «Гонта», перший капітан яхти «Фазісі», майстер спорту СРСР.

## З життєпису
З 1981 по 1988 був капітаном яхти «Гонта», будівництвом якої він керував. На яхті «Гонта» неодноразово брав участь і перемагав в багатьох регатах, за що отримав звання майстер спорту СРСР.
В 1988-1989 роках — головний будівничий і капітан яхти «Фазісі».
Загинув при невідомих обставинах після першого етапу перегонів «Whitbread 89/90».

## Вшанування пам'яті
- На його честь названо яхту, на якій українські яхтсмени вперше здійснили похід навколо Європи під синьо-жовтим прапором у 1991 році.[4]
- Київський крейсерський яхт-клуб проводить змагання в його пам'ять.[5]